# Problema del momento de Hamburger
En matemáticas, el  problema del momento de Hamburger, que lleva el nombre del matemático alemán Hans Ludwig Hamburger, se formula de la siguiente manera: dada una sucesión (m0, m1, m2, ... ), ¿existe una medida de Borel μ positiva (por ejemplo, la medida determinada por la función de distribución de una variable aleatoria) en la recta real tal que
{\displaystyle m_{n}=\int _{-\infty }^{\infty }x^{n}\,d\mu (x){\text{?}}}
En otras palabras, una respuesta afirmativa al problema significa que (m0, m1, m2, ...) es la secuencia de momentos de alguna medida de Borel positiva μ.
El problema del momento de Stieltjes, el problema del momento de Vorobyev y el problema del momento de Hausdorff son similares, pero reemplazan la recta real por {\displaystyle [0,+\infty )} (Stieltjes y Vorobyev; pero Vorobyev formula el problema en términos de la teoría de matrices), o un intervalo (Hausdorff).

## Caracterización
El problema del momento de Hamburger se puede resolver (es decir, (mn) es una secuencia de momentos) si y solo si el núcleo de Hankel correspondiente en los números enteros no negativos
{\displaystyle A=\left({\begin{matrix}m_{0}&m_{1}&m_{2}&\cdots \\m_{1}&m_{2}&m_{3}&\cdots \\m_{2}&m_{3}&m_{4}&\cdots \\\vdots &\vdots &\vdots &\ddots \end{matrix}}\right)}
es definido positivo, es decir,
{\displaystyle \sum _{j,k\geq 0}m_{j+k}c_{j}{\overline {c_{k}}}\geq 0}
para cada secuencia arbitraria (cj)j ≥ 0 de números complejos que son finitas (es decir, cj = 0 excepto por un número finito de valores de j).
Para la parte del sólo si del enunciado simplemente debe tenerse en cuenta que
{\displaystyle \sum _{j,k\geq 0}m_{j+k}c_{j}{\overline {c_{k}}}=\int _{-\infty }^{\infty }\left|\sum _{j\geq 0}c_{j}x^{j}\right|^{2}\,d\mu (x)}
que no es negativo si {\displaystyle \mu } no es negativo.
Se esboza un argumento a favor de lo contrario. Sean Z+ los números enteros no negativos y F0(Z+) denota la familia de secuencias de valores complejos con soporte finito. El núcleo positivo de Hankel A induce un producto sesquilineal (posiblemente degenerado) en la familia de secuencias de valores complejos con soporte finito. Esto a su vez genera un espacio de Hilbert
{\displaystyle ({\mathcal {H}},\langle \;,\;\rangle )}
cuyo elemento típico es una clase de equivalencia denotada por [f].
Sea en el elemento en F0(Z+) definido por en(m) = δnm. Entonces
{\displaystyle \langle [e_{n+1}],[e_{m}]\rangle =A_{m,n+1}=m_{m+n+1}=\langle [e_{n}],[e_{m+1}]\rangle .}
Por lo tanto, el operador "cambio" T en {\displaystyle {\mathcal {H}}}, con T[en] = [en + 1], es simétrico.
Por otra parte, la expresión buscada
{\displaystyle m_{n}=\int _{-\infty }^{\infty }x^{n}\,d\mu (x)}
sugiere que μ es la medida espectral de un operador autoadjunto (dicho más precisamente, μ es la medida espectral para un operador {\displaystyle {\overline {T}}} definido a continuación y el vector [1],(Reed y Simon, 1975, p. 145)). Si se puede encontrar un modelo de función tal que el operador simétrico T sea la multiplicación por x, entonces la resolución espectral de una extensión autoadjunta de T prueba la afirmación.
Un modelo de función viene dado por el isomorfismo natural de F0(Z+) sobre la familia de polinomios en una sola variable real y coeficientes complejos: para n≥  0, se identifica en con xn. En el modelo, el operador T es la multiplicación por x y un operador simétrico densamente definido. Se puede demostrar que T siempre tiene extensiones autoadjuntas. Sea {\displaystyle {\overline {T}}} uno de ellos y μ sea su medida espectral. Entonces
{\displaystyle \langle {\overline {T}}^{n}[1],[1]\rangle =\int x^{n}d\mu (x).}
Por otro lado,
{\displaystyle \langle {\overline {T}}^{n}[1],[1]\rangle =\langle T^{n}[e_{0}],[e_{0}]\rangle =m_{n}.}
Para obtener una prueba alternativa de la existencia que solo utiliza integrales de Stieltjes, consúltese también, en particular el teorema 3.2.

### Singularidad de las soluciones
Las soluciones forman un conjunto convexo, por lo que el problema tiene infinitas soluciones o una solución única.
Considérese la matriz de Hankel de orden (n+ 1) × (n+ 1)
{\displaystyle \Delta _{n}=\left[{\begin{matrix}m_{0}&m_{1}&m_{2}&\cdots &m_{n}\\m_{1}&m_{2}&m_{3}&\cdots &m_{n+1}\\m_{2}&m_{3}&m_{4}&\cdots &m_{n+2}\\\vdots &\vdots &\vdots &\ddots &\vdots \\m_{n}&m_{n+1}&m_{n+2}&\cdots &m_{2n}\end{matrix}}\right].}
La positividad de A significa que para cada n, det(Δn) ≥ 0. Si det(Δn) = 0, para algunos n, entonces
{\displaystyle ({\mathcal {H}},\langle \;,\;\rangle )}
es de dimensión finita y T es autoadjunta. Entonces, en este caso, la solución al problema del momento de Hamburger es única y μ, al ser la medida espectral de T, tiene soporte finito.
De manera más general, la solución es única si existen dos constantes C y D tales que para todo n, |mn| ≤ CDnn! (Reed y Simon, 1975, p. 205). Esto se desprende de un enunciado más general, la condición de Carleman.
Hay ejemplos en los que la solución no es única (véase por ejemplo).

## Más resultados
Se puede ver que el problema del momento de Hamburger está íntimamente relacionado con los polinomios ortogonales en la recta real. El procedimiento del proceso de ortogonalización de Gram-Schmidt proporciona una base de polinomios ortogonales en los que el operador {\displaystyle {\overline {T}}} tiene una representación matricial de Jacobi tridiagonal. Esto a su vez conduce a un modelo tridiagonal de núcleos de Hankel positivos.
Un cálculo explícito de la transformación de Cayley de T muestra la conexión con lo que se llama clase Nevanlinna de funciones analíticas en el semiplano izquierdo. Pasando al escenario no conmutativo, esto motiva la fórmula de Krein, que parametriza las extensiones de isometrías parciales.
La función de distribución acumulativa y la función de densidad de probabilidad a menudo se pueden encontrar aplicando la transformada de Laplace inversa a la función generadora de momentos.
{\displaystyle m(t)=\sum _{n=0}m_{n}{\frac {t^{n}}{n!}},}
siempre que esta función converja.